# Réserve nationale du Titicaca
La réserve nationale du Titicaca est un espace protégé du Pérou, situé dans la région de Puno. Elle a été créée le 31 octobre 1978. 
La réserve a pour objectif la préservation des écosystèmes relatifs au lac Titicaca.